# Покрет обнове Краљевине Србије
Покрет обнове Краљевине Србије (скраћено ПОКС) је монархистичка и национално конзервативна политичка странка у Србији. Основана је 2017. издвајањем из Српског покрета обнове. Њен председник је Војислав Михаиловић.
У децембру 2021. је дошло до унутрашњег сукоба у странци, тако да су дотадашњи председник Жика Гојковић и потпредседник Војислав Михаиловић тврдили да су легитимни и легално изабрани председници странке. У јулу 2022. Управни суд Републике Србије доноси одлуку да је легитимно и легално изабрани председник Војислав Михаиловић.

## Историјат

### Раскол у Српском покрету обнове (2017)
У мају 2017. године, група високих функционера Српског покрета обнове је уочи седнице Председништва, јавно изашла са критичким ставом о стању у странци, као и критикама на рачун њеног оснивача и председника Вука Драшковића. Међу припадницима ове групе били су Жика Гојковић, потпредседник странке и председник Покрајинског одбора СПО у Војводини и Мирко Чикириз, председник Окружног одбора за Шумадију. Они су на седници Председништва СПО изнели предлог 42 страначка функционера да се Вук Драшковић изабере за почасног председника, уз могућност да самостално одабере свог наследника на месту председника странке.
Након седнице Председништва, дошло је до искључења осам функционера, међу којима су били Гојковић и Чикириз, а они су одмах најавили оснивање нове политичке странке.

### Оснивање странке
Оснивачка скупштина странке је одржана 18. јуна 2017. године у Београду, а за заступника странке је изабран Жика Гојковић, који је у том тренутку био народни посланик и члан посланичког клуба Српске напредне странке (будући да је изабран на парламентарним изборима 2016. године као кандидат СПО на изборној листи Александар Вучић - Србија побеђује).
Потписе за регистрацију политичке странке предали су 20. јуна. “ Одлука о упису у регистар политичких странака је донета 17. јула 2017. године.
У октобру 2017. године, Демохришћанска странка Србије на челу са Олгицом Батић, донела је одлуку о колективном приступању Покрету обнове Краљевине Србије, чиме је ДХСС престала да постоји.
Председница ДХСС-а, Олгица Батић, је изјавила да подржава главне циљеве овог покрета- традиционалне вредности, очување породице, борба за Српског сељака и пун улазак Србије у Европску унију.
Изборна скупштина је одржана 15. октобра 2017. године у Београду, а на њој је Жика Гојковић изабран за председника странке.
Када је основан ПОКС, сва три одборника Српског покрета обнове у скупштини Војводине су се придружила покрету. На изборима 2020. године ПОКС је у Војводини постао парламентаран, са петоро одборника. Вођа посланичке групе у Војвођанској скупштини је био Горан Иванчевић.

### Локални избори у Београду (2018)
На изборима за одборнике Скупштине града Београда 2018. године, странка се први пут појавила са изборном листом и то самостално. Носилац изборне листе је као ванстраначки кандидат био Предраг Марковић, члан Крунског савета престолонаследника Александра Карађорђевића, некадашњи потпредседник Г17+, председник Народне скупштине Републике Србије (2004-2007), вршилац дужности председника Републике Србије (2004) и министар културе, информисања и информационог друштва (2011—2012). На овим изборима, ПОКС је освојио свега 4.291 глас, односно 0,57%.

### Од 2018. до 2021. године
У мају 2018. године, ПОКС-у је приступила др Маја Костић, народни посланик и некадашња министарка здравља у прелазној влади Миломира Минића, пошто је иступила из покрета Доста је било. На конференцији за медије је изјавила да је члан Демократске странке.
На парламентарним изборима 2020. године, ПОКС је на монархистичком платформи формирао коалицију За Краљевину Србију - Жика Гојковић, коју су још чинили Монархистички фронт, Српски покрет монархиста, Савез бачких Буњеваца и Покрет за развој Батајнице. Први на изборној листи био је пензионисани пуковник Љубинко Ђурковић, командант другог батаљона 125. моторизоване бригаде Приштинском корпуса Војске Југославије током битке на Кошарама. Коалиција је освојила 85.888, односно 2,67% гласова и није успела да пређе изборни цензус.
На Војвођанским покрајинским изборима 2020. године ПОКС је постао парламентаран, са пет мандата. Вођа посланичког клуба је био Горан Иванчевић. Дана 26. јануара 2021. године, ПОКС и Демократска странка Србије су потписале споразум о оснивању предизборне коалиције Национално демократска алтернатива.
Локални избори 2021. године
ПОКС И НДСС су први пут учествовали на локалним изборима као коалиција НАДА у Мионици и Неготину, где су освојили 4,82% и 2,46% гласова. У Мионици су постали парламентарни, са освојена два мандата. На локалним изборима у Косјерићу и Зајечару су освојили 8% и 3% гласова, а у Косјерићу су освојили два мандата.

### Раскол 2021. године
Дана 23. децембра 2021. године, одржана је седница Председништва ПОКС-а у седишту странке у Београду, на којој је констатовано да је 15. октобра престао мандат Жике Гојковића на месту председника странке, те да се у складу с тим заказује Изборна скупштина странке. Такође, распуштен је Градски одбор Београд и потврђено опредељење за коалициону сарадњу са Демократском странком Србије и још 28 удружења у оквиру Национално демократске алтернативе.
Међутим, портпарол странке Милош Парандиловић је оспорио легитимитет ових одлука Председништва, са образложењем да је спорној седници присуствовао само део чланова председништва. Он је изјавио и да је Главни одбор донео одлуку о заказивању Изборне скупштине.
Нова седница Председништва ПОКС-а је одржана 28. децембра у седишту странке у Београду и њој је присуствовала већина чланова Председништва. Саопштено је да је Изборна скупштина заказана за 3. јануар и да ће на њој бити изабран нови председник странке, а да Војислав Михаиловић има подршку већине локалних одбора за избор на ту функцију, као и да ужива подршку академика Матије Бећковића, песника Благоја Баковића и пензионисаног пуковника Љубинка Ђурковића. Истог дана, члан Председништва Душан Радосављевић је саопштио да су из чланства ПОКС-а искључени Жика Гојковић и Мирко Чикириз.
Део странке лојалан Гојковићу је 2. јануара 2022. године одржао ванредну Изборну скупштину у Тополи и поново изабрао Гојковића за председника странке, и Милоша Парандиловића за заменика председника. Други део странке је 3. јануара 2022. године одржао Изборну скупштину у Комбанк дворани у Београду и на њој за новог председника странке изабрао Војислава Михаиловића, а за једног од потпредседника Љубинко Ђурковић. Овој другој Изборној скупштини на којој је Михаиловић изабран за председника, присуствовала је делегација Нове Демократске странке Србије коју су чинили потпредседник Зоран Сандић и председник Извршног одбора Урош Јанковић, који се обратио присутнима, а прочитано је и писмо подршке кнеза Владимира Карађорђевића. Обе групе су изјавиле да је друга група нелегитимна.

### Општи Избори 2022. године
ПОКС је у оквиру коалиције НАДА учествовао на априлским, општим изборима и освојили су 196.197 гласова, 5,57% од укупног броја изашлих бирача, и тако су постали парламентарна коалиција са 15 народних посланика, од којих је ПОКС-у припало седам посланика, и имаће свој заједнички клуб. У Београду су такође, у коалицији са Новим ДСС-ом, и постали су парламентарни, са освојена три мандата.
Председник Новог ДСС-а и један од лидера коалиције НАДА, Милош Јовановић, је поручио да ће коалиција бити опозиција владајућој странци у Народној Скупштини Србије, као и у скупштини града Београда.
Део ПОКС-а око Жике Гојковића је учествовао у коалицији са Дверима, под називом "Патриотски блок за обнову Краљевине Србије", и освојили су 140.100 гласова, 3,83% од укупног броја изашлих бирача, и постали су парламентарни, са десет посланика, од којих су ПОКС-у припала четири посланика. Једни од тих посланика су били Жика Гојковић и Милош Парандиловић, док су у Београду изашли, такође, у коалицији са Дверима и освојили су двоје мандата. И они су такође изјавили да ће бити опозиција и у Београдској скупштини и Народној Скупштини Републике Србије.
Лидери обеју коалиција су изјавили да су њихове коалиције настале на идеолошким основама.
Дана 19. јула 2022. године прихваћен је захтев председника ПОКС-а, Војислава Михаиловића, за упис у регистар политичких странака као њен легитимни председник.

## Идеолошка позиција
ПОКС је десничарска странка, и главни су заговорници монархизма у Србији. Такође су описивани као национал-конзервативци, и конзервативци. Што се тиче Европске уније, они су меки евроскептици. На политичком спектруму се налазе десно од СПО-а по питању културног идентитета. Када је ПОКС формиран, оснивач и бивши народни посланик у Скупштини Републике Србије Мирко Чикириз оптужио је вођу СПО-а Вука Драшковића да издваја злочине које су починиле Српске снаге током Југословенских ратова 90-их, и да игнорише злочине других страна. Током Војвођанских покрајинских избора 2020. године, Горан Иванчевић је изјавио да су избеглице и мигранти у Србији "безбедносна претња" по Србију и да би требало затворити границе за њих, укључујући и оне које је он описао као "џихадисте".

## Програм
Програмски циљеви Покрета обнове Краљевине Србије:
- Успостављање уставне парламентарне монархије
- Залагање за суверену и целовиту Краљевину Србију, са Косовом и Метохијом као њеним неотуђивим делом
- Очување традиције и духовности и културних вредности српског народа, уз пуно уважавање националног и културног идентитета свих националних заједница на територији Републике Србије
- Очување и неговање породице и породичних вредности, као темеља државе и друштва
- Успостављање и развој тржишне економије по узору на најразвијеније земље света
- Подстицање развоја пољопривреде као основе будућег напретка Краљевине Србије
- децентрализација, регионализација и јачање локалне самоуправе са циљем равномерног развоја свих делова Краљевине Србије
- Успостављање и одржавање снажних дипломатских односа са свим државама света,

у циљу остваривања стратешких интереса Краљевине 
Србије
- Неговање и јачање односа са дијаспором
- Очување културне баштине и неговање добрих односа са Српском православном црквом и осталим верским заједницама
- Посебно очување и заштита духовне баштине и историјског наслеђа на Косову и Метохији
- Унапређење образовног система, поклањање посебне пажње омладини и развоју спорта у циљу очувања здравља нације

## Председници
| Бр. | Бр. | Председник          | Председник | Рођен-Умро | Почетак функције  | Крај функције   |
| --- | --- | ------------------- | ---------- | ---------- | ----------------- | --------------- |
| 1   |     | Жика Гојковић       |            | 1972—      | 15. октобар 2017. | 3. јануар 2022. |
| 2   |     | Војислав Михаиловић |            | 1951—      | 3. јануар 2022.   | Тренутно        |

## Резултати на изборима

### Парламентарни избори
| Избори | Лидер                             | # гласова       | % од важећих | # посланика     | Коалиције                       | Статус         |
| ------ | --------------------------------- | --------------- | ------------ | --------------- | ------------------------------- | -------------- |
| 2020.  | Жика Гојковић                     | 85.888          | 2,67%        | 0 / 250         | коалиција "За Краљевину Србију" | ван парламента |
| 2022.  | Жика Гојковић Војислав Михаиловић | 139.600 196.167 | 3,96% 5,57%  | 4 / 250 7 / 250 | са Двери са НАДА                | парламентарна  |

### Председнички избори
| Избори | Кандидат                        | #  | 1. круг — гласови | %           | #                | 2. круг — гласови | %                | Резултат     | Детаљи                                              |
| ------ | ------------------------------- | -- | ----------------- | ----------- | ---------------- | ----------------- | ---------------- | ------------ | --------------------------------------------------- |
| 2022.  | Бошко Обрадовић Милош Јовановић | 1. | 164.865 225.716   | 4,35% 5.96% | без другог круга | без другог круга  | без другог круга | није изабран | кандидат коалиције са Двери кандидат коалиције НАДА |

### Покрајински избори
| Избори | Лидер           | # гласова | % од важећих | # посланика | Коалиције  | Статус        |
| ------ | --------------- | --------- | ------------ | ----------- | ---------- | ------------- |
| 2020.  | Горан Иванчевић | 34.083    | 4,21%        | 5 / 120     | самостално | парламентарна |

### Локални избори
| Избори | Лидер                             | # гласова     | % од важећих | # посланика     | Коалиције                         | Статус         |
| ------ | --------------------------------- | ------------- | ------------ | --------------- | --------------------------------- | -------------- |
| 2018.  | Предраг Марковић                  | 4.291         | 0,57%        | 0 / 110         | самостално                        | ван парламента |
| 2022.  | Радмила Васић Војислав Михаиловић | 27.247 50.316 | 3,40% 6,28%  | 2 / 110 3 / 110 | коалицијa са Двери коалицијa НАДА | парламентарна  |

| Избори | Лидер         | # гласова | % од важећих | # посланика | Коалиције      | Статус              |
| ------ | ------------- | --------- | ------------ | ----------- | -------------- | ------------------- |
| 2020.  | Милош Вучевић | 82.591    | 57,91%       | 3 / 78      | “За нашу децу” | владајућа коалиција |